# (386622) New Zealand
(386622) New Zealand ist ein Asteroid des inneren Hauptgürtels, der von der neuseeländischen Amateurastronomin Jennie McCormick am 16. September 2009 am 25‑cm‑Schmidt-Cassegrain-Teleskop des Farm Cove Observatory (IAU-Code E85) entdeckt wurde. Das Observatorium befindet sich in Pakuranga, einem Vorort von Auckland.
Mittlere Sonnenentfernung (große Halbachse), Exzentrizität und Neigung der Bahnebene des Asteroiden ähneln grob den Bahndaten der Mitglieder der Flora-Familie, einer großen Gruppe von Asteroiden, die nach (8) Flora benannt ist. Asteroiden dieser Familie bewegen sich in einer Bahnresonanz von 4:9 mit dem Planeten Mars um die Sonne. Die Gruppe wird auch Ariadne-Familie genannt, nach dem Asteroiden (43) Ariadne.
(386622) New Zealand wurde am 21. Mai 2016 nach dem Inselstaat Neuseeland benannt.